# Rennerbaude
Die Rennerbaude, tschechisch Rennerova bouda war ein Berggasthaus im böhmischen Teil des Riesengebirges, das neben der benachbarten Wiesenbaude ein Etappenziel für die Besteigung der Schneekoppe gewesen ist.

## Geschichte
Die Baude wurde im Jahr 1795 in aussichtsreicher Lage in einer Höhe von 1424 m n.m. östlich des Ziegenrückens errichtet. Musikfreunden wurde sie insbesondere als Schauplatz der 1832 uraufgeführten Oper Des Adlers Horst von Franz Gläser bekannt.

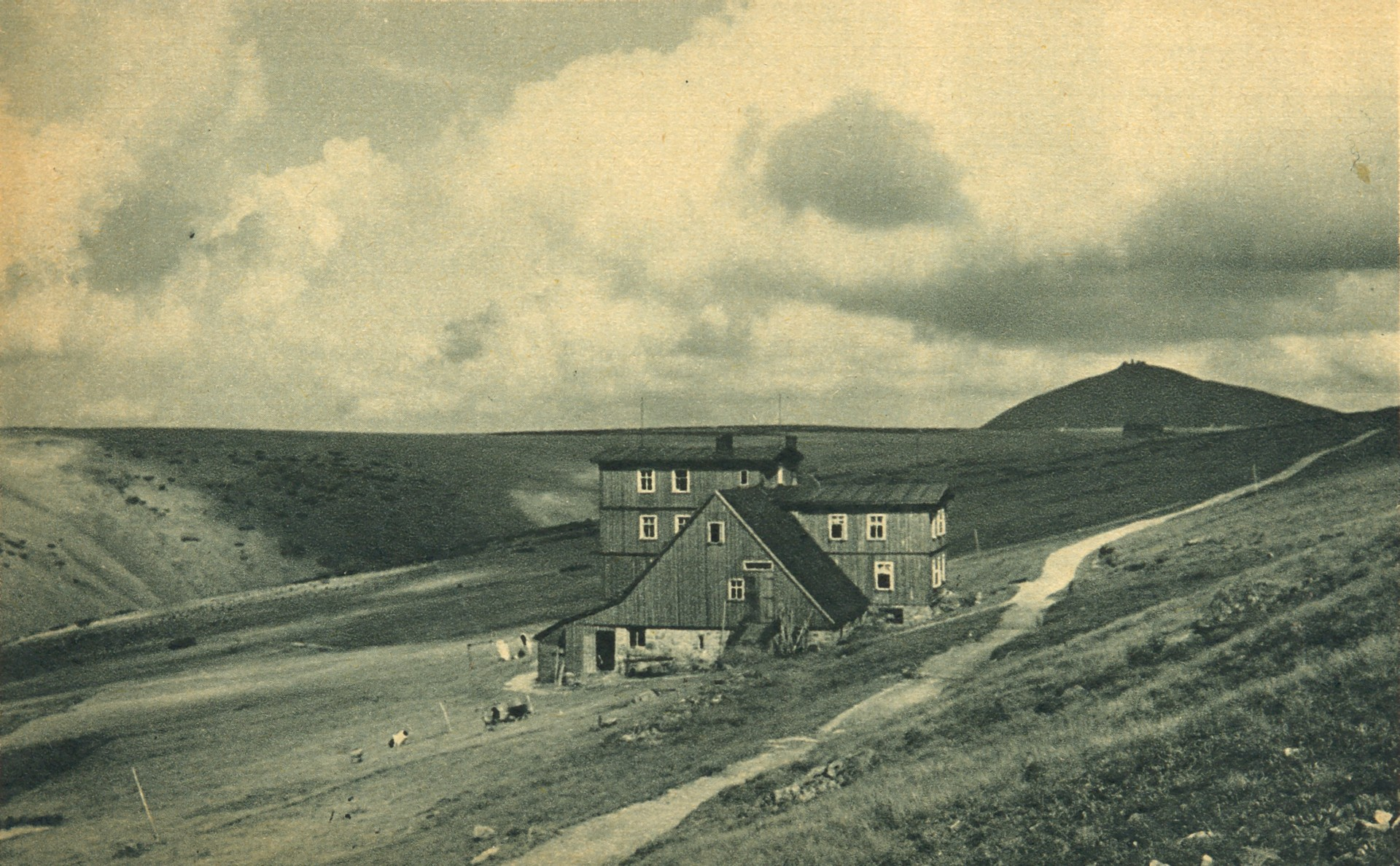
Rennerbaude 1921 mit Schneekoppe

Eigentümerübersicht Rennerbaude

Nach dem Einmarsch der Wehrmacht in die Grenzgebiete der Tschechoslowakei infolge des Münchner Abkommens im Oktober 1938 wurde die Rennerbaude vom tschechoslowakischen Militär am 2. Oktober 1938 in Brand gesteckt. 
Der einstige Standort der Rennerbaude ist noch heute deutlich im Gelände zu erkennen.
Eine umfassende Dokumentation zur Geschichte der Rennerbaude, einschließlich der Architektenpläne zum (nicht realisierten) Neubau steht auf der Webseite hohenelbe-vrchlabi.eu/rennerbaude zur Verfügung (siehe Weblinks). Diese Dokumentation enthält darüber hinaus ein Kapitel zur Frage, ob und inwieweit die Rennerbaude auf dem Ziegenrücken als Schauplatz der Oper Des Adlers Horst in Frage kommt. Die Antwort lautet: Nein. Die Rennerbaude auf dem Ziegenrücken war weder Inspirationsquelle noch als Schauplatz dieser Oper / als Handlungsort vorgesehen.

## Stummes Zeichen
Das links abgebildete Symbol mit drei nebeneinander stehenden stilisierten roten Hausgiebeln ist ein sogenanntes „Stummes Zeichen“ (tschechisch Němé značky), mit dem ab 1923 die Stangen der Wintermarkierung zur Rennerbaude gekennzeichnet waren. Heute wird dasselbe Zeichen für die etwa 15 Kilometer entfernte Rýchorská bouda (Rehornbaude) verwendet.